# Reginald Koettlitz

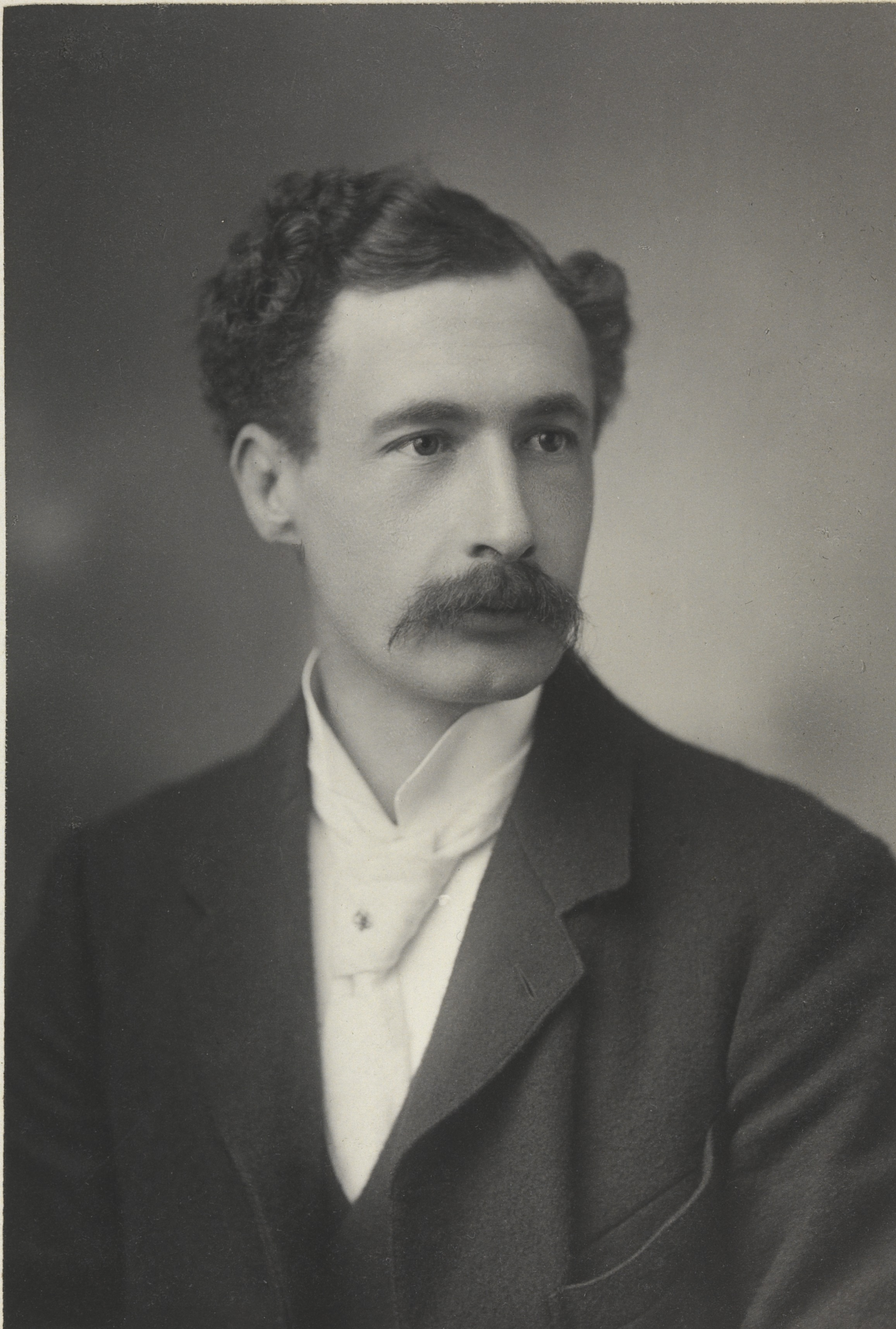
Reginald Koettlitz

Reginald Koettlitz (* 23. Dezember 1860 in Ostende, Belgien; † 10. Januar 1916 in Cradock, Südafrika) war ein britischer Mediziner und Polarforscher. Er nahm an der Jackson–Harmsworth-Expedition in die Arktis und an der Discovery-Expedition in die Antarktis teil.

## Leben
Reginald Koettlitz wurde als Sohn eines preußischen Vaters, eines lutherischen Kirchenmanns, und seiner in England geborenen Frau, einer Bonner Gouvernanten, in Ostende geboren. Die Familie ließ sich bald danach in der Grafschaft Kent, zunächst in Hougham und später in Dover, nieder. Koettlitz besuchte das Dover College und erhielt später im Guy’s Hospital in London eine Ausbildung zum Mediziner. Danach nahm er eine Stelle als Landarzt in den Bergbauorten in der Nähe von Coxhoe in der Grafschaft Durham an.

## Expeditionen
- 1894 nahm Koettlitz an der Jackson–Harmsworth-Expedition ins Franz-Josef-Land als Arzt und Geologe teil. Von der Reise brachte er einen Eisbären mit, der noch heute im Dover Museum vorhanden ist.[1] Die Koettlitz-Insel (Ostrow Kjotliza) am Britischen Kanal des Franz-Josef-Lands wurde nach ihm benannt.

- 1898/99 reiste er mit Herbert Weld Blundell (1852–1935) von Somalia über Abessinien nach Ägypten.[2][1]

- 1901 nahm Koettlitz an Robert Falcon Scotts Discovery-Expedition in die Antarktika als Arzt und Biologe teil. Vieler seiner dabei genommenen Proben liegen heute in den Archiven des Natural History Museum in London. Sein Assistent war Edward Adrian Wilson, der später als Arzt an Scotts Südpolreise teilnahm und dabei verstarb. Bei einem Vorstoß über den McMurdo-Sund entdeckte Koettlitz die später nach ihm benannten Koettlitz-Gletscher und Koettlitz-Firnfeld. Für seinen Beitrag zur Discovery-Expeditione erhielt er eine Medaille der Royal Geographical Society.

- Später arbeitete Koettlitz in Brasilien. Zum Schluss praktizierte er als Arzt in Craddock in Südafrika. Er starb im Januar 1916 an der Ruhr, am gleichen Tag wie seine in Frankreich geborene Frau, die einen Herzinfarkt erlitt.[3][4]